# Костянтин Салусіо II
Костянтин Салусіо II (італ. Costantino Salusio IIд/н — бл. 1103) — юдик (володар) Кальярського юдикату в 1089—1103 роках. Низка дослідників врахує його як Костянтина I. Мав прізвисько Госантин.

## Життєпис
Походив з династії Лакон-Гунале. Старший син Орцокко Торхіторіо I, юдика Кальярі і Вери де Лакон. При народженні отримав ім'я Костянтин. Перша письмова згадка про нього відноситься до 1066 року. 1089 року після смерті батька приймає титул короля і юдика Кальярі. Змінив також ім'я на Салусіо II.
Про його діяльність відомостей обмаль. Продовжив церковну політику батька. У документі від 30 червня 1089 року Костянтин підтвердив володіння сардинськими монастирями Сан-Джорджо-ді-Декімо та Сан-Дженезіо-ді-Ута абатства Сен-Віктор в Марселі. Водночас визнав церковну юрисдикцію пізанської архієпархії, що підтвердив архієпископу Ламберту. Це призвело до посилення впливу Пізи в юдикаті.
Остання письмова згадка про Салусіо II відноситься до 1090 року. Помер близько 1103 року. Владу після нього захопив брат Торбено.

## Родина
Дружина — Джорджа де Лакон.
Діти:
- Олена (д/н — до 1089)
- Маріано (1070—1030), юдик Кальярі
- Вера (д/н — після 1124)
- Орцокко (д/н — після 1163)
- Ітокорро (д/н — до 1112)
- Серджіо (д/н — до 1141).